# 132 a.C.
Il 132 a.C. (CXXXII a.C. in numeri romani) è un anno  del II secolo a.C.

## Eventi
- Publio Popilio Lenate, Publio Rupilio diventano consoli della Repubblica romana.
- Viene catturato e imprigionato da Publio Rupilio lo schiavo siriano Euno, che guidò la rivolta degli schiavi scoppiata a Enna nel 136 a.C.
- I Tribuni della Plebe (magistratura della Roma repubblicana) vengono nominati senatori di diritto.
- Tiberio Sempronio Gracco si ricandida per la seconda volta come tribuno della plebe.
- Probabile fondazione da parte del console Publio Popilio Lenate della città di Forlimpopoli, presso Forlì.
- Costruzione della via Popilia da parte del console Publio Popilio Lenate. La via collega Rimini ad Adria con andamento costiero e rettilineo.

## Nati
- Mitridate VI del Ponto, sovrano († 63 a.C.)

## Morti
- Euno
- Tiberio Sempronio Gracco, politico romano (n. 163 a.C.)
- Mitridate I di Partia, sovrano
- Publio Cornelio Scipione Nasica Serapione, politico romano (n. 183 a.C.)
- Cleone di Cilicia
- Diofane di Mitilene, filosofo, retore e oratore greco antico